# Neagolius amblyodon
Neagolius amblyodon es una especie de escarabajo del género Neagolius, familia Aphodiidae. Fue descrita científicamente por Erichson en 1848.
Se distribuye por Italia (región de Piamonte). Mide 3,8 milímetros de longitud.